# Claudio Cassinelli

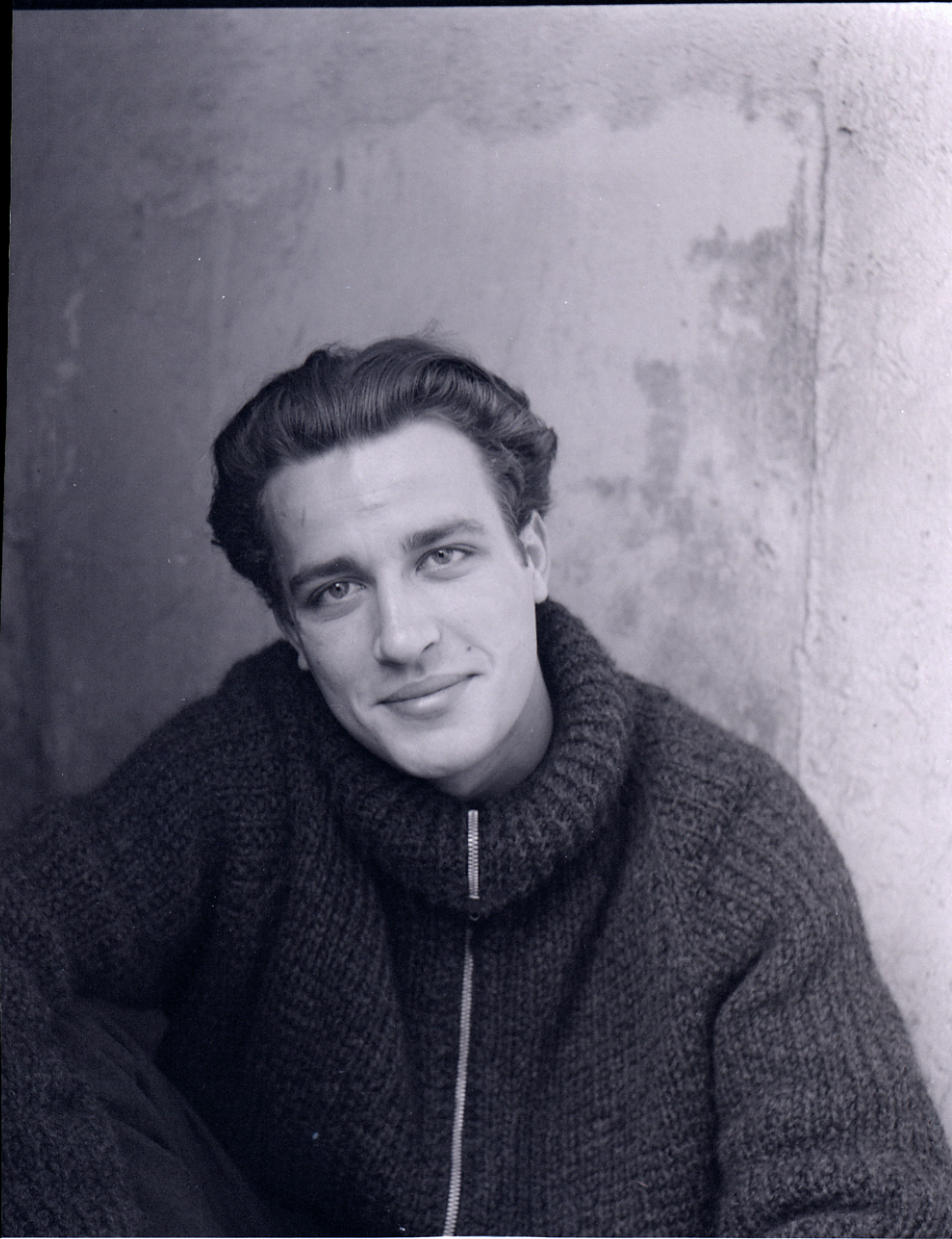
Claudio Cassinelli, 1965. Foto von Paolo Monti

Claudio Cassinelli (* 13. September 1938 in Bologna; † 13. Juli 1985 in Arizona) war ein italienischer Schauspieler. Cassinelli arbeitete sowohl für den Film als auch für das Theater. Er gehörte zu den bekanntesten Schauspielern seines Heimatlandes der 1970er-Jahre.

## Leben

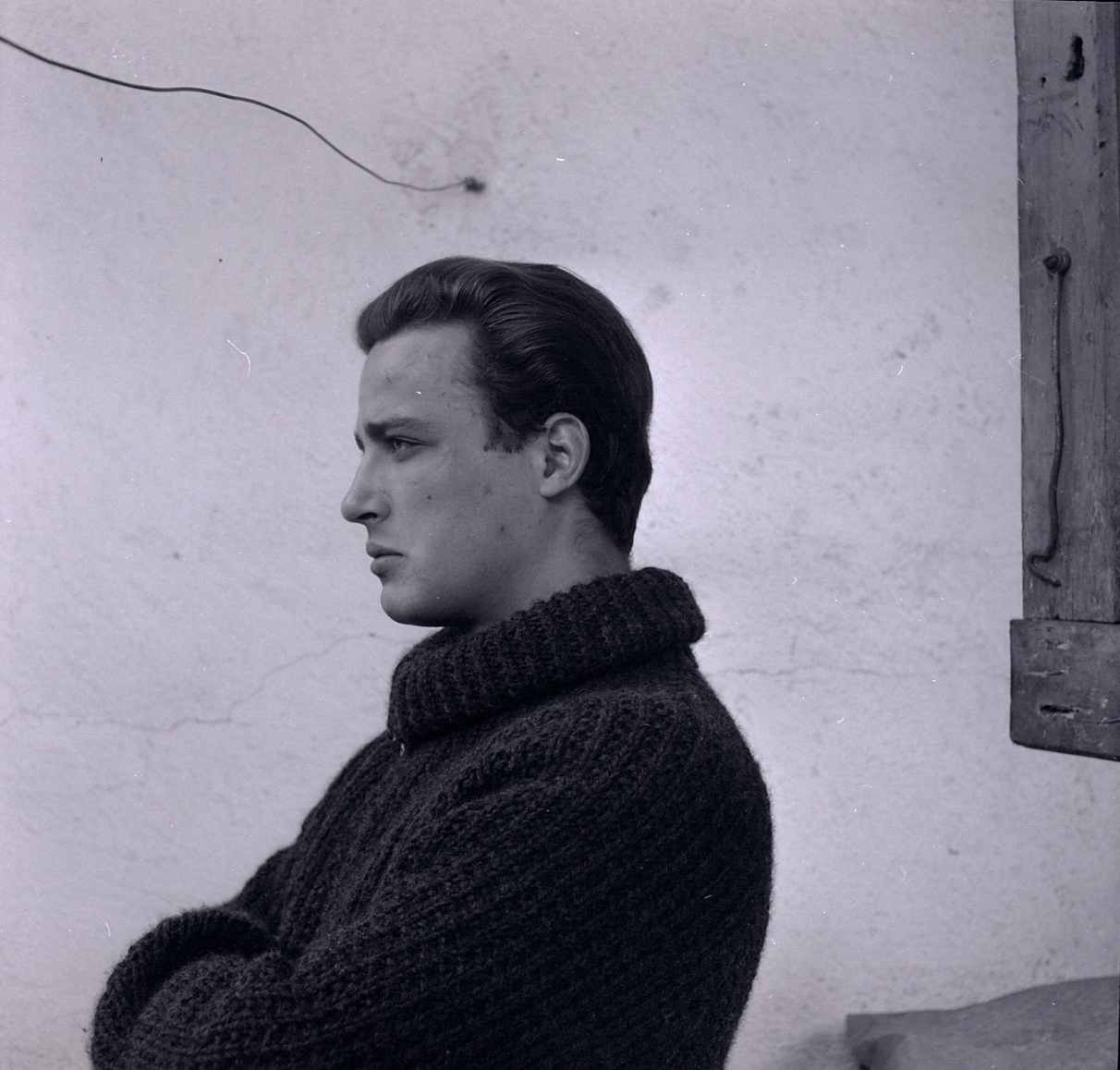
Claudio Cassinelli, 1965. Foto von Paolo Monti.

Cassinelli begann seine Karriere als Theaterschauspieler. In dieser Zeit arbeitete er mit bekannten Größen des italienischen Theaters wie Gabriele Lavia und Luca Ronconi; mit letzterem ragt eine Inszenierung von Phaedra heraus.
Ende der 1960er Jahre wurde auch der Film auf ihn aufmerksam. Cassinelli wirkte zunächst in zwei künstlerisch ambitionierten Produktionen mit. Ab 1973 verschrieb er sich dann dem Genrekino, vor allem dem Poliziottesco, mit gelegentlichen Ausflügen zu ambitionierteren Produktionen.
In Deutschland wurde er bekannt an der Seite von Mario Adorf in dem Film Der Tod trägt schwarzes Leder von Massimo Dallamano. An der Seite von Barbara Bach und Mel Ferrer spielte er in Der Fluss der Mörderkrokodile von Sergio Martino, der ihn noch in weiteren Filmen einsetzte: So spielte Cassinelli mit Ursula Andress in Die weiße Göttin der Kannibalen. In dem wenig gelobten Film Herkules (1983) spielte er den Zeus an der Seite von Sybil Danning, Gianni Garko, William Berger und Brad Harris. Auch einige Fernsehproduktionen sicherten sich Cassinellis Darstellungskünste. Er starb bei den Dreharbeiten eines Filmes von Sergio Martino, als er bei einem Hubschrauberunfall ums Leben kam.
Cassinelli war mit der Journalistin Irene Bignardi verheiratet.

## Filmografie (Auswahl)
- 1974: Allonsanfan (Allonsanfàn)
- 1974: Castigata – Die Gezüchtigte (Flavia, la monaca musulmana)
- 1974: Der Tod trägt schwarzes Leder (La polizia chiede aiuto)
- 1975: Die heißen Engel (La nottata)
- 1975: Killer Cop (La polizia ha le mani legate)
- 1976: Die letzte Rechnung schreibt der Tod (Milano violenta)
- 1976: Nina – Nur eine Frage der Zeit (A Matter of Time)
- 1976: Das Schlitzohr und der Bulle (Il trucido e lo sbirro)
- 1976: Verbannt (Il sorriso del grande tentatore)
- 1977: Die letzten drei Tage (Gli ultimi tre giorni)
- 1978: Die Insel der neuen Monster (L’isola degli uomini pesce)
- 1978: Die weiße Göttin der Kannibalen (La montagna del Dio cannibale)
- 1978: Lawinenexpress (Avalanche Express)
- 1979: Die heilige Bestie der Kumas (Il fiume del grande caimano)
- 1982: Geheimkommando C.I.A. (Notturno)
- 1983: Herkules (Ercole)
- 1984: Murder Rock (Murderock uccide a passo di danza)
- 1985: Die Abenteuer des Herkules 2. Teil (The adventures of Hercules)
- 1985: Paco – Kampfmaschine des Todes (Vendetta dal futuro)